# Breitenau (Westerwald)
Pour les articles homonymes, voir Breitenau.
Breitenau est une municipalité de la Verbandsgemeinde de Ransbach-Baumbach, dans l'arrondissement de Westerwald, en Rhénanie-Palatinat, dans l'ouest de l'Allemagne.